# Garry St. Leger
Garry St. Leger (24 de julio de 1985) es un deportista estadounidense que compitió en judo. Ganó dos medallas de bronce en el Campeonato Panamericano de Judo en los años 2007 y 2010. Es hermano del también judoka Harry St. Leger.

## Palmarés internacional
| Campeonato Panamericano | Campeonato Panamericano    | Campeonato Panamericano | Campeonato Panamericano |
| Año                     | Lugar                      | Medalla                 | Categoría               |
| ----------------------- | -------------------------- | ----------------------- | ----------------------- |
| 2007                    | Montreal (Canadá)          | Medalla de bronce       | –90 kg                  |
| 2010                    | San Salvador (El Salvador) | Medalla de bronce       | –90 kg                  |